# Toona sinensis

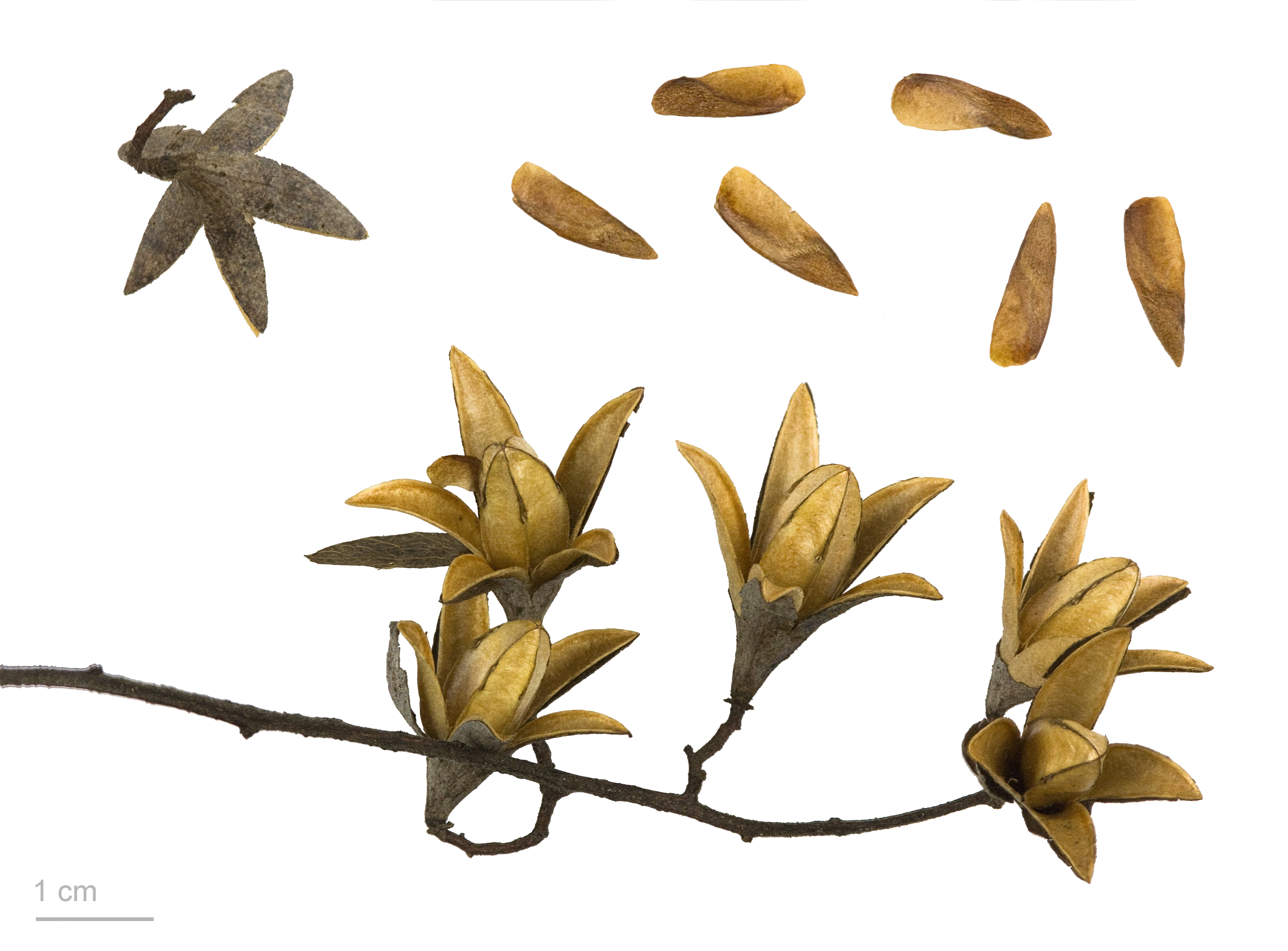
Toona sinensis - MHNT

Toona sinensis, también conocida como caoba china, chino toon, o rojo toon (chino: 香椿; pinyin: xiāngchūn;en hindi: daaraluu; en malayo: suren; en vietnamita: tông dù) es una especie de planta del género Toona propia del este y sureste de Asia; desde el sur de Corea del Norte hacia el oriente, centro y sureste de China hasta Nepal, India nororiental, Myanmar, Tailandia, Malasia, e Indonesia occidental.

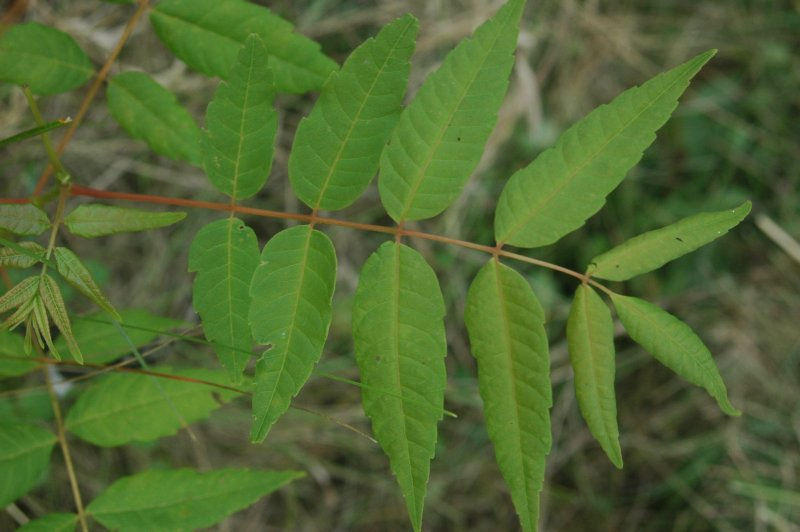
Hoja (espécimen inusual con folíolo terminal)

## Descripción
Es un árbol caducifolio  que crece 25 metros de alto con un tronco hasta 70 centímetros de diámetro. La corteza es marrón, lisa en árboles jóvenes, volviéndose escamosa a lanuda en árboles viejos. Las hojas son pinnadas, 50–70 cm de largo y 30–40 cm de ancho, con 10–40 folíolos, generalmente no posee folíolo terminal (hoja paripinnada) aunque a veces está presente (imparipinnada); los folíolos individuales mide 9–15 cm de largo y 2.5–4 cm de ancho, con un margen entero o débilmente serrado. Las flores son producidas en verano en panículas 30–50 cm de largo al final de una rama; cada flor es pequeña, 4–5 mm de diámetro, con cinco pétalos blanco o rosa pálido. La fruta es una cápsula  de unos 2 a 3.5 cm de largo, que contiene varias semillas aladas.

## Cultivo y usos
Las hojas jóvenes de T. sinensis (xiāngchūn) son muy utilizadas como verdura en China; tienen un sabor floral, similar al de la cebolla, atribuido a los compuestos de organosulfuro volátiles. Las plantas con hojas jóvenes rojas se consideran de mejor sabor que aquellas con hojas jóvenes verdes.
La madera es dura y rojiza;  es valiosa, se usa para la fabricación de muebles y para cuerpos de guitarras eléctricas. Al ser una "verdadera caoba" (caoba distinta de Swietenia), es uno de los substitutos comunes de la caoba Swietenia ("caoba genuina"), que ahora está restringida comercialmente por ser de origen nativo.
Fuera de su región nativa T. sinensis se valora más como un gran árbol ornamental por su aspecto demacrado. Es por lejos, la especie de Meliaceae más tolerante al frío y el único miembro de la familia que puede cultivarse con éxito en el norte de Europa.

## Cultura
En la literatura china, Toona sinensis a menudo se utiliza para una metáfora, como un árbol maduro que representa al padre. Esto se manifiesta ocasionalmente por ejemplo al expresar los mejores deseos al padre y a la madre de un amigo en una carta, donde uno puede escribir "deseando que Toona sinensis y lirio de la mañana se encuentren fuertes y felices". (chino: 椿萱并茂), con Toona sinensis refiriéndose metafóricamente al padre y lirio de la mañana a la madre.